# 순개
순개(荀愷, ? ~ ?)는 중국 삼국 시대 조위 ~ 서진의 관료로, 자는 무백(茂伯), 소자(小字)는 호자(虎子)이며 예주 영천군 영음현(潁陰縣) 사람이다. 순욱의 증손자이다.

## 행적
어릴 때부터 총명하여, 외조부 사마의가 순개에게는 호자(虎子)·아우 순회(荀悝)에게는 용자(龍子)라는 자를 지어주었다.
순익(荀霬)과 사마씨(司馬氏)의 차남이며, 아버지가 죽자 그 뒤를 이었다. 함희(咸熙) 연간, 오등작 제도를 만들면서 아버지의 공로에 힘입어 남돈자(南頓子)에 봉해졌다.
경원 3년(263년), 촉 정벌에 종회 아래에서 호군(護軍)으로 종군하여, 장빈(蔣斌)이 5천 명으로 지키는 한성(漢城)을 1만 명을 거느리고 포위했다. 다만 성을 함락하지는 않았고, 장빈은 촉한 조정이 등애에게 항복한 후에야 종회를 찾아가 항복했다. 무제 시절에는 시중을 지냈으며, 나중에 관위가 정서대장군에 이르렀다.
무무(武茂)와 친교를 맺으려 했으나, 거절당하여 원한을 품었고, 원강 원년(291년), 양준이 피살되었을 때 당시 상서복야로서 무무가 양준의 이종아우이므로 양준의 무리라고 무함하여 죽였다.

## 친척 관계

### 관련 인물
순욱　순유　순욱 (서진)